# Biserica de lemn din Solomon

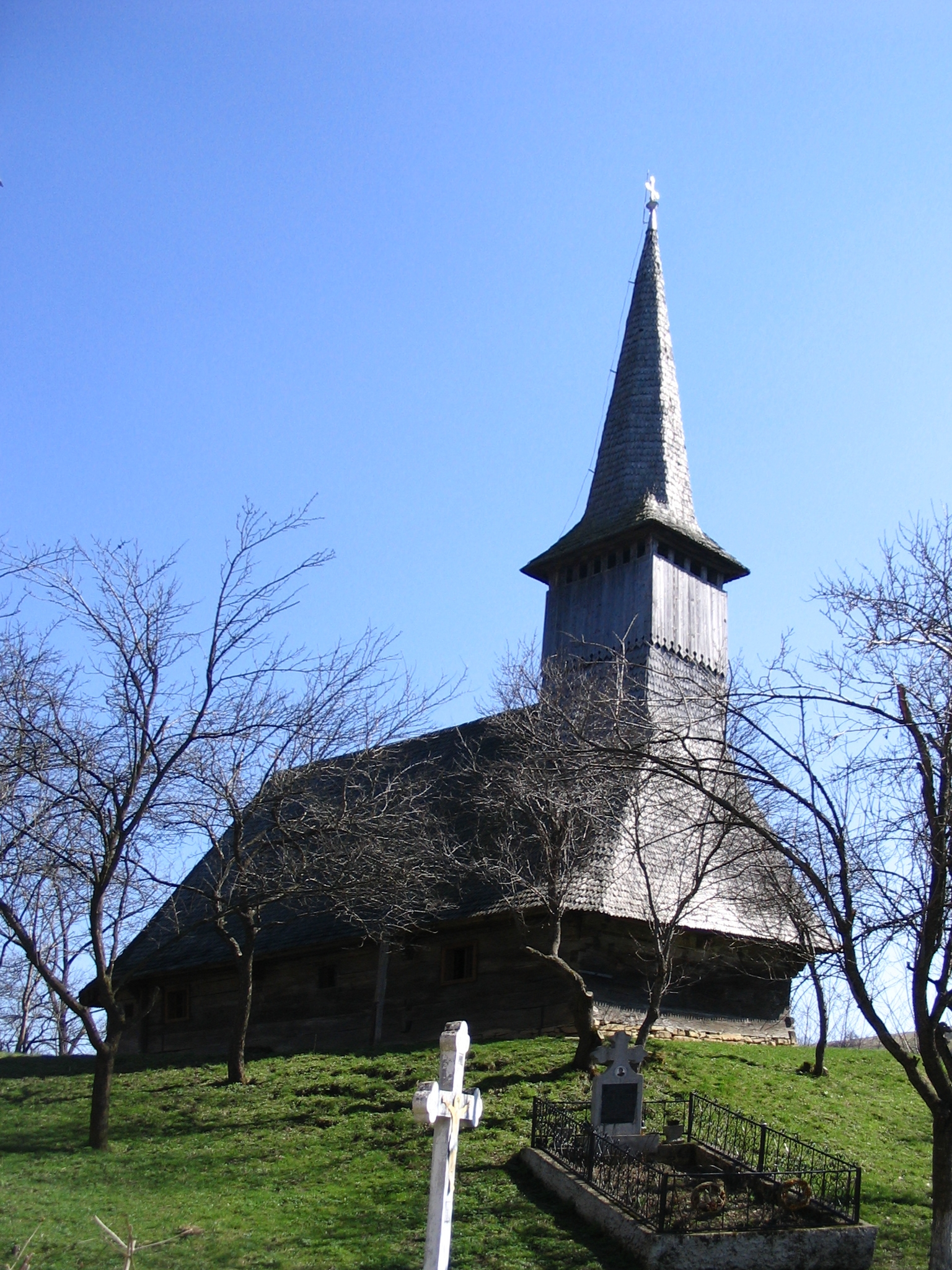
Biserica văzută din nord-vest. Foto: 2006

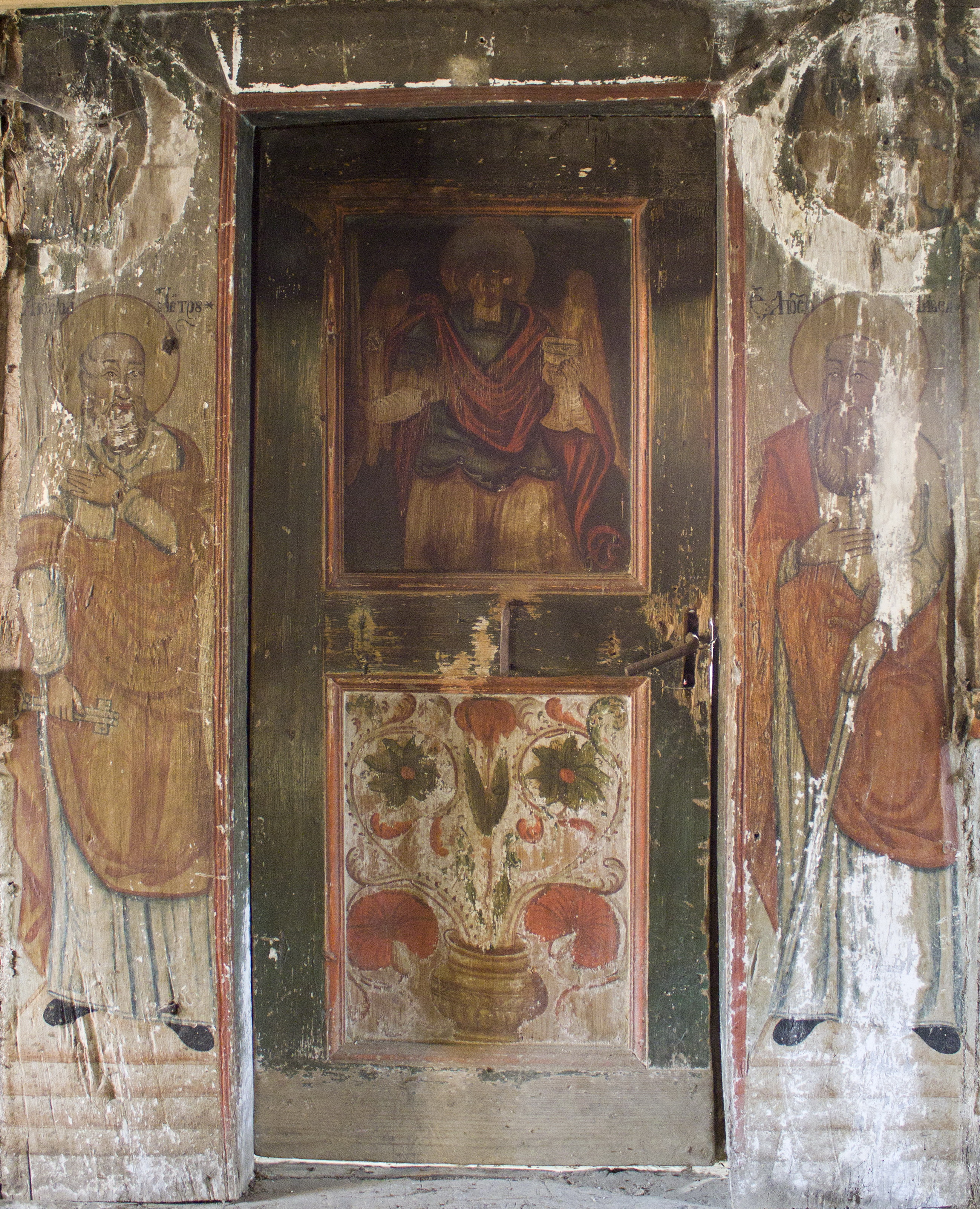
Portalul interior, trecerea din pronaos în naos. Foto: 2010

Biserica de lemn din Solomon se află în localitatea omonimă din județul Sălaj și a fost ridicată cândva în decursul secolului al XVIII-lea. Având în prezent hramul "Adormirea Maicii Domnului", biserica se află pe noua listă a monumentelor istorice sub codul LMI:  SJ-II-m-B-05114.

## Istoric
Străjuind valea de-a lungul căreia satul se așterne, biserica de lemn se află amplasată pe un deal în centrul satului. Înlocuind probabil o altă biserică de lemn, actuala biserică de lemn a fost edificată, conform specialiștilor, spre sfârșitul secolului al XVIII-lea. Momentul exact al construcției nu ni se păstrează menționat pe vreun document sau în vreo pisanie. Cu toate acestea, piciorul mesei altarului păstrează înscrisă data "10 AUGUST 1845". Din aproximativ aceeași perioadă datează și pictura bisericii. Prin analogia scenelor reprezentate, a stilului și a calității picturii, lucrarea realizată la Solomon este atribuită zugravului-preot Iosif Perșo, paroh în Elciu. Se presupune că același zugrav a mai lucrat în 1809 biserica de lemn din Dragu, în 1842 biserica de lemn din Brâglez, încheindu-și activitatea în părțile Sălajului cu biserica din Solomon în anul 1845.
Mijlocul secolului al XIX-lea trebuie să fi fost o perioadă în care biserica a avut parte de ample lucrări de renovare, șematismele bisericii greco-catolice menționând ca moment al edificării bisericii tocmai anii 1850-1851.  La momentul editării șematismului, în anul 1947, biserica se afla în stare slabă și avea un alt hram: "Sfinții Arhangheli Mihail și Gavriil".
După contruirea în anul 1972 în imediata apropiere a unei noi biserici, de această dată de zid, vechea bisericuță a ajuns să nu mai fie folosită în serviciul religios. Acest fapt și-a spus cuvântul în timp, biserica fiind afectată de ploaie și vânt. Datorită stării de degradare în care se afla, în anul 1990 biserica a fost restaurată.

## Trăsături
Biserica, de plan dreptunghiular cu absidă decroșată cu cinci laturi, are lungimea de 13,45 m și lățimea de 5,95 m. Acoperișul, unic pentru toată construcția este străpuns în partea de vest de turnul-clopotnită ce se află deasupra pronaosului. Turnul are un foișor deschis doar în partea superioară și se termină cu un coif nu prea înalt, cu baza octogonală.
Intrarea în biserică se face pe latura de sud. Decorată cu chenare de linii frânte și romburi, intrarea duce în pronaosul bisericii. Decorația pictată ce se păstrează încă în pronaos este bogată. Regăsim aici reprezentați pe Adam și Eva, bine-cunoscuta scenă a femeilor înțelepte dar și alte portrete de sfinte. Tavanul, este decorat cu casete pictate de conțin motive geometrice sau vegetale. Peretele ce desparte pronaosul de naos are partea superioară înlocuită cu traforuri de lemn pentru a putea fi urmărită slujba. Partea inferioară a acestui perete este decorat cu picturi inspirate din pilda lui Iona, cel înghițit de balenă, dar și chipuri de sfinți precum Împărații Constantin și Elena, Ioan Botezătorul sau Ioachim și Ana. Trecerea dintre pronaos și naos este străjuită de reprezentările apostolilor Petru și Pavel. Ușa, frumos decorată și ea, are în partea inferioară reprezentată o vază cu flori iar în partea superioară un arhanghel.
Pictura naosului a fost mult mai puternic afectată de intemperii decât cea din pronaosul bisericii. În urma reparațiilor, o parte din scenele pictate pe bolta naosului s-au pierdut. Cu toate acestea se pot distinge, în fragmentele care încă se mai păstrează scene din viața lui Isus Cristos. O grindă tirant leagă pereții naosului. Intrarea în altar se face prin trei părți. Absida altarului adăpostește masa altarului, din piatră. Piciorul mesei altarului poartă inscripția "10 AUGUST 1845". Pereții altarului încă mai păstrează portretele unor episcopi sau sfinți.
Spatiul naosului, boltit, este despărțit de absida altarului prin intermediul iconostasului. Absida altarului este acoperită la rândul ei printr-o boltă ce se racordează la conturul pereților prin intermediul a patru fâșii curbe.

## Imagini

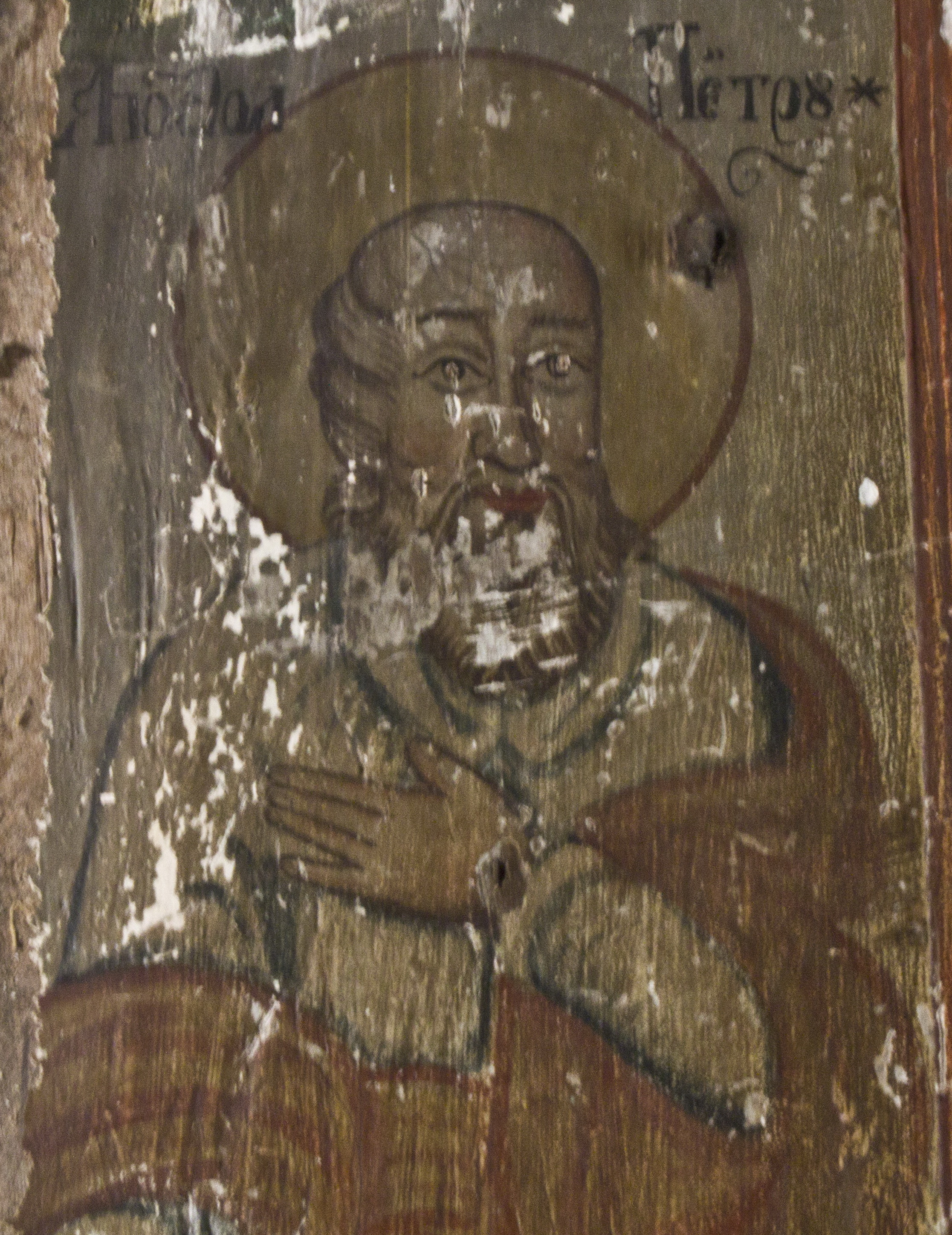
Pictura pronaosului. Sfântul Petru
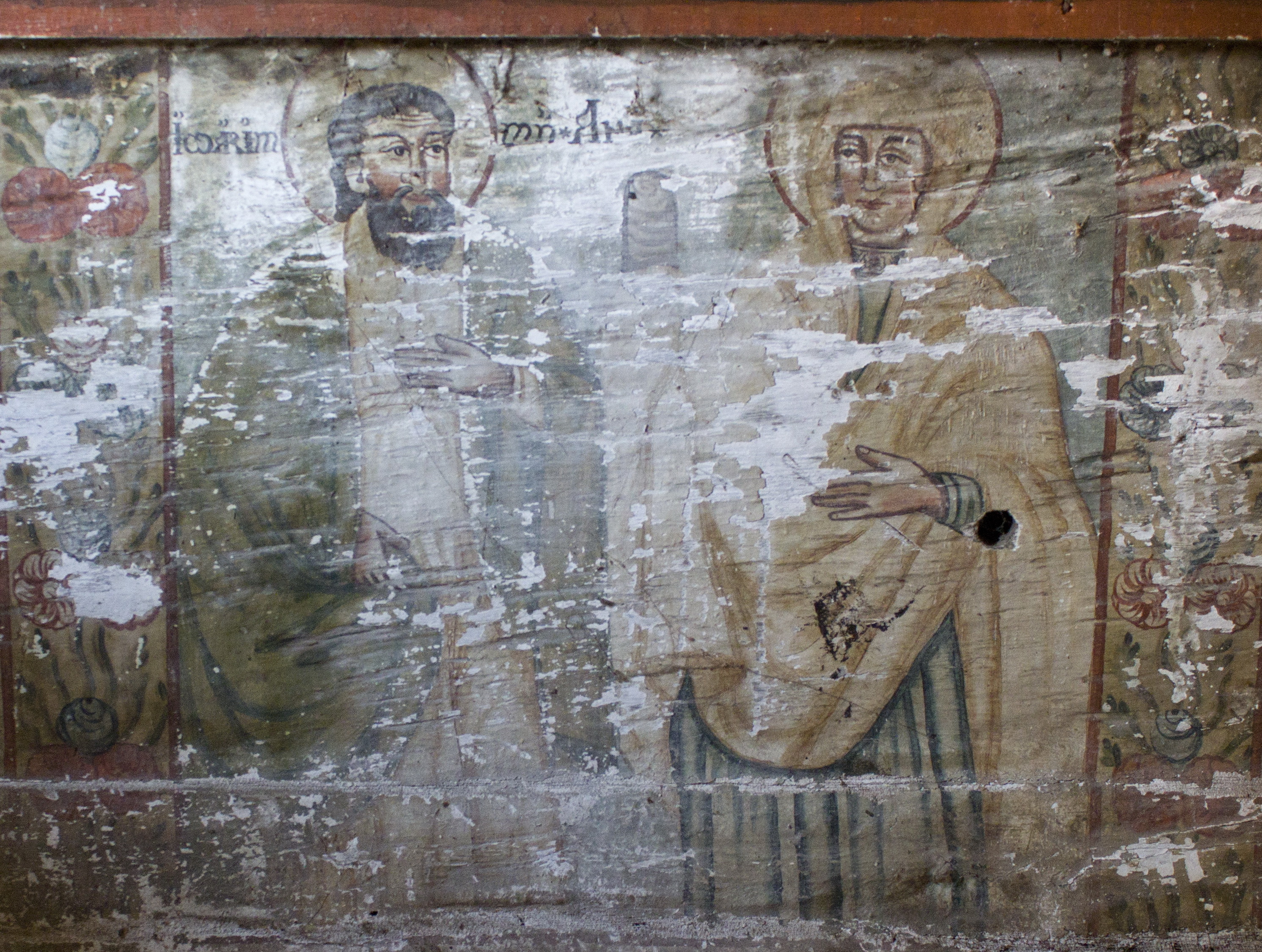
Pictura pronaosului. Sfinţii Ioachim şi Ana
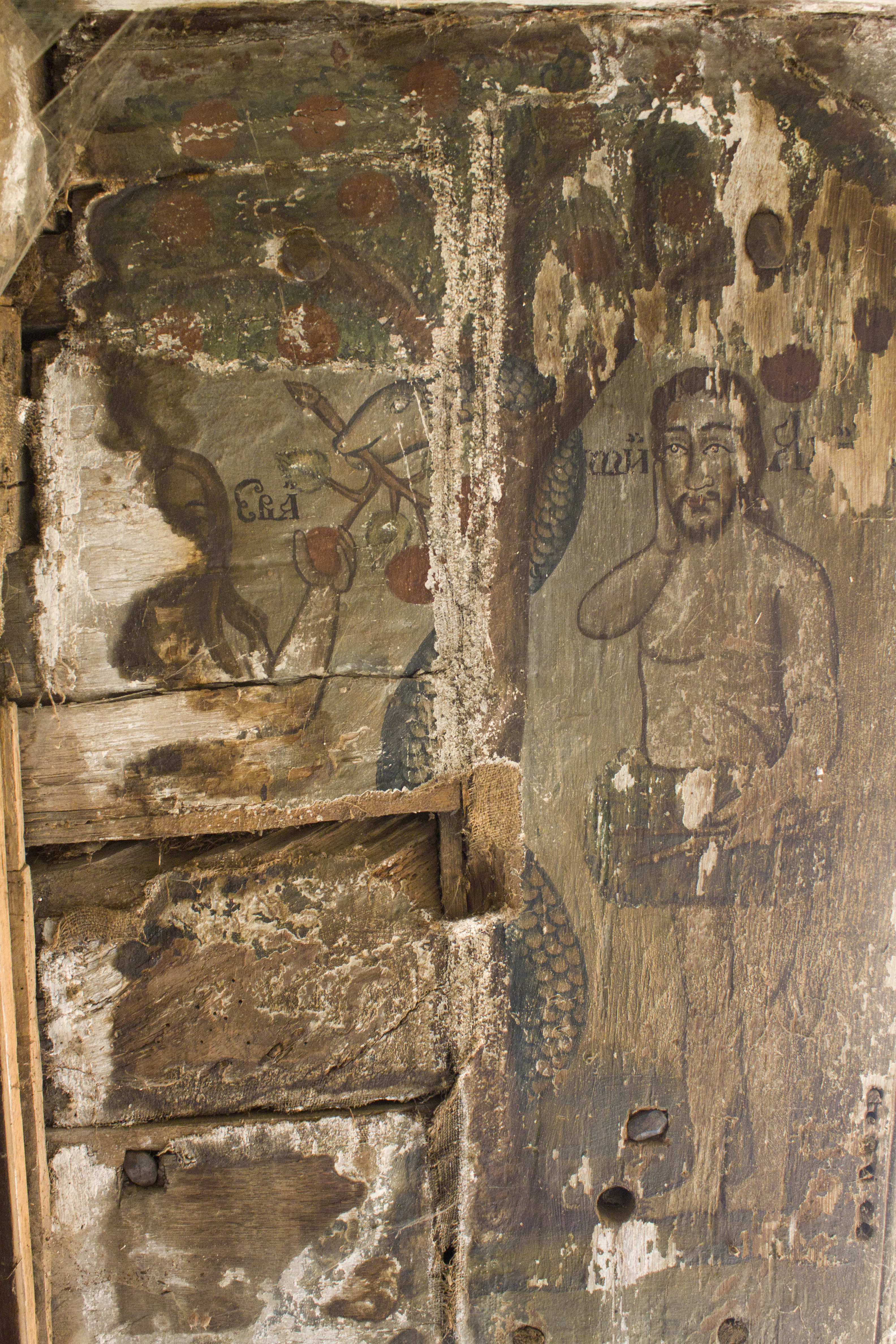
Pictura pronaosului. Adam şi Eva
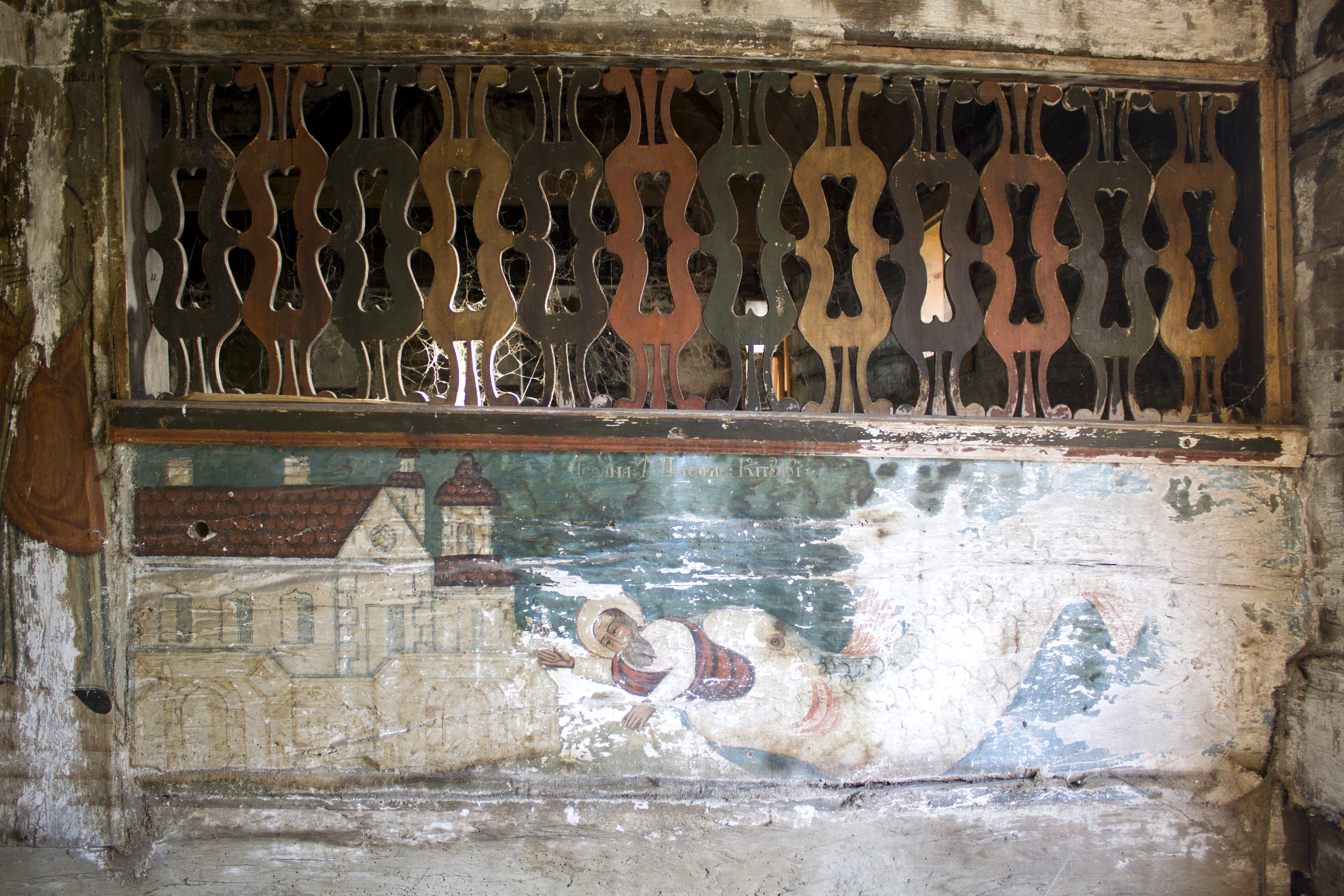
Pictura pronaosului. Iona înghiţit de balenă
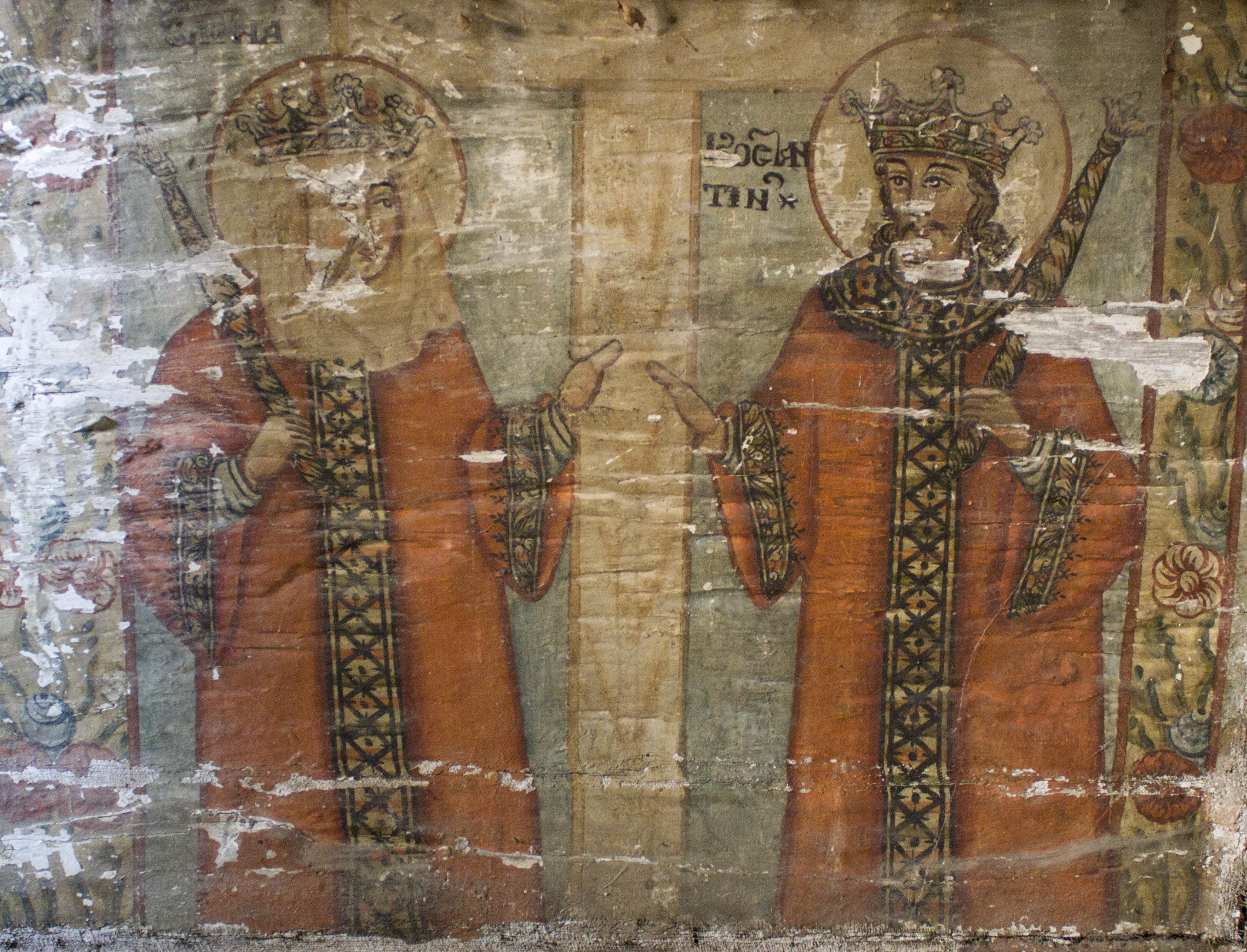
Pictura pronaosului. Sfinţii Împăraţi Constantin şi Elena
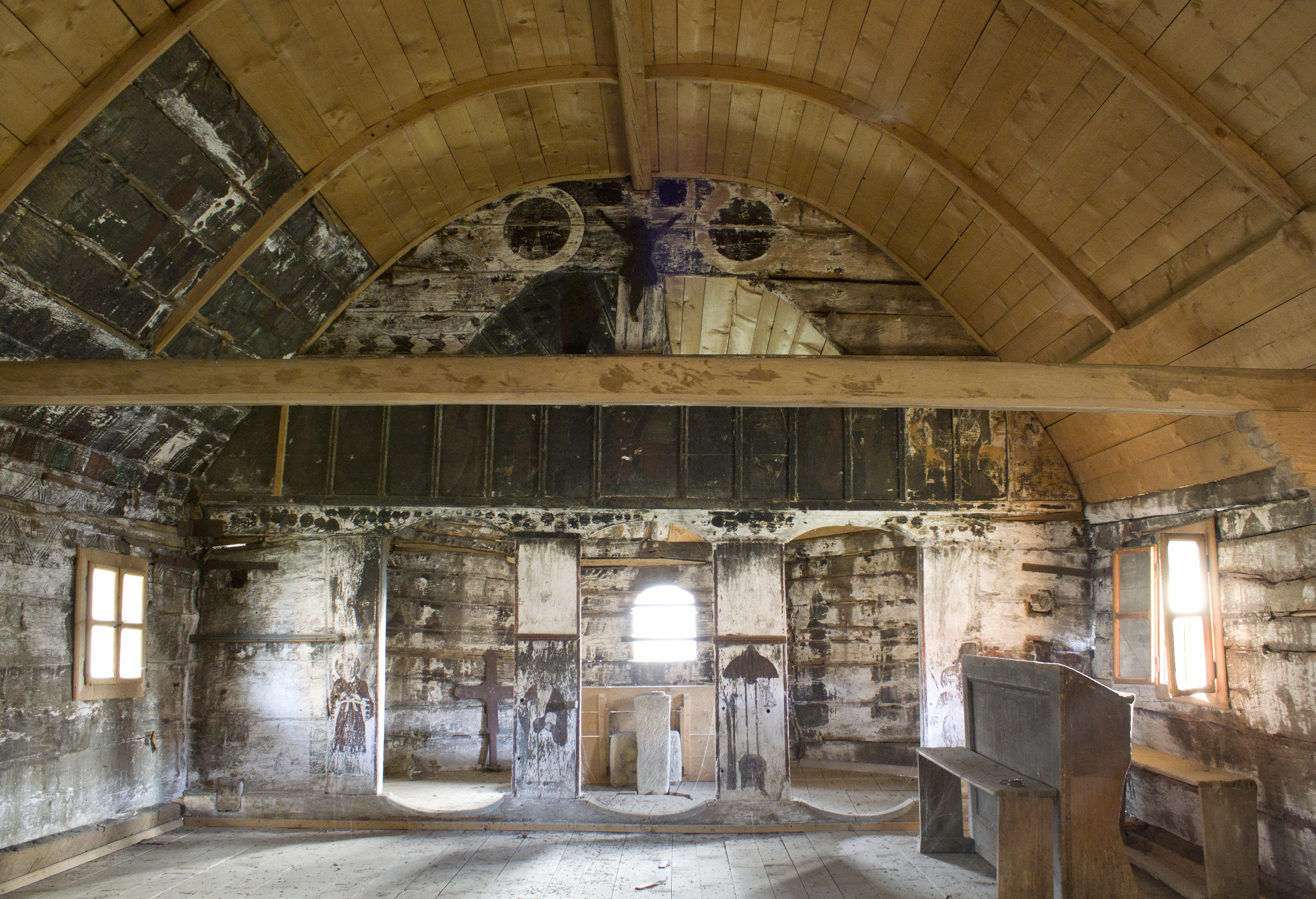
Iconostasul şi intrările în altar văzute din naos
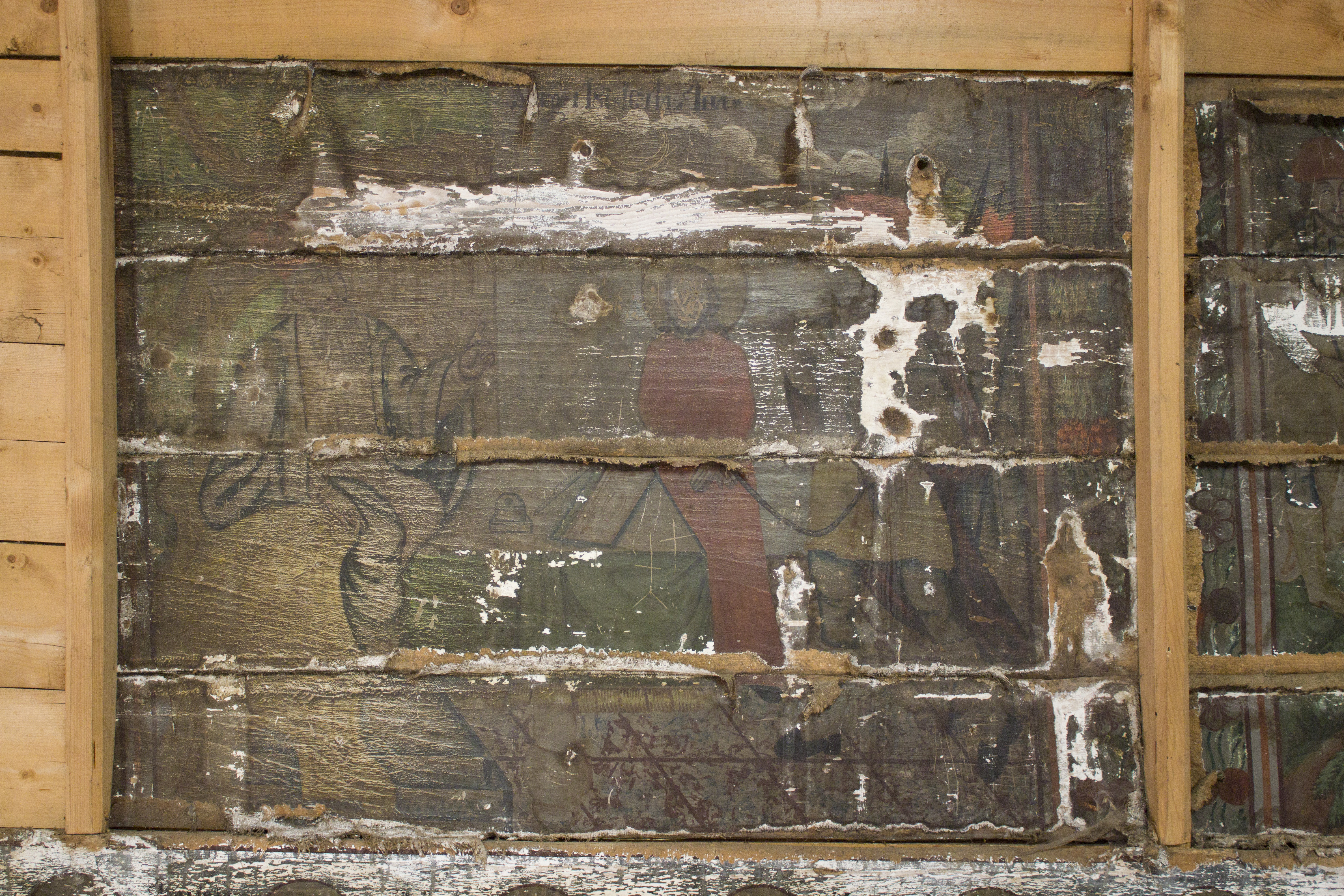
Pictura naosului
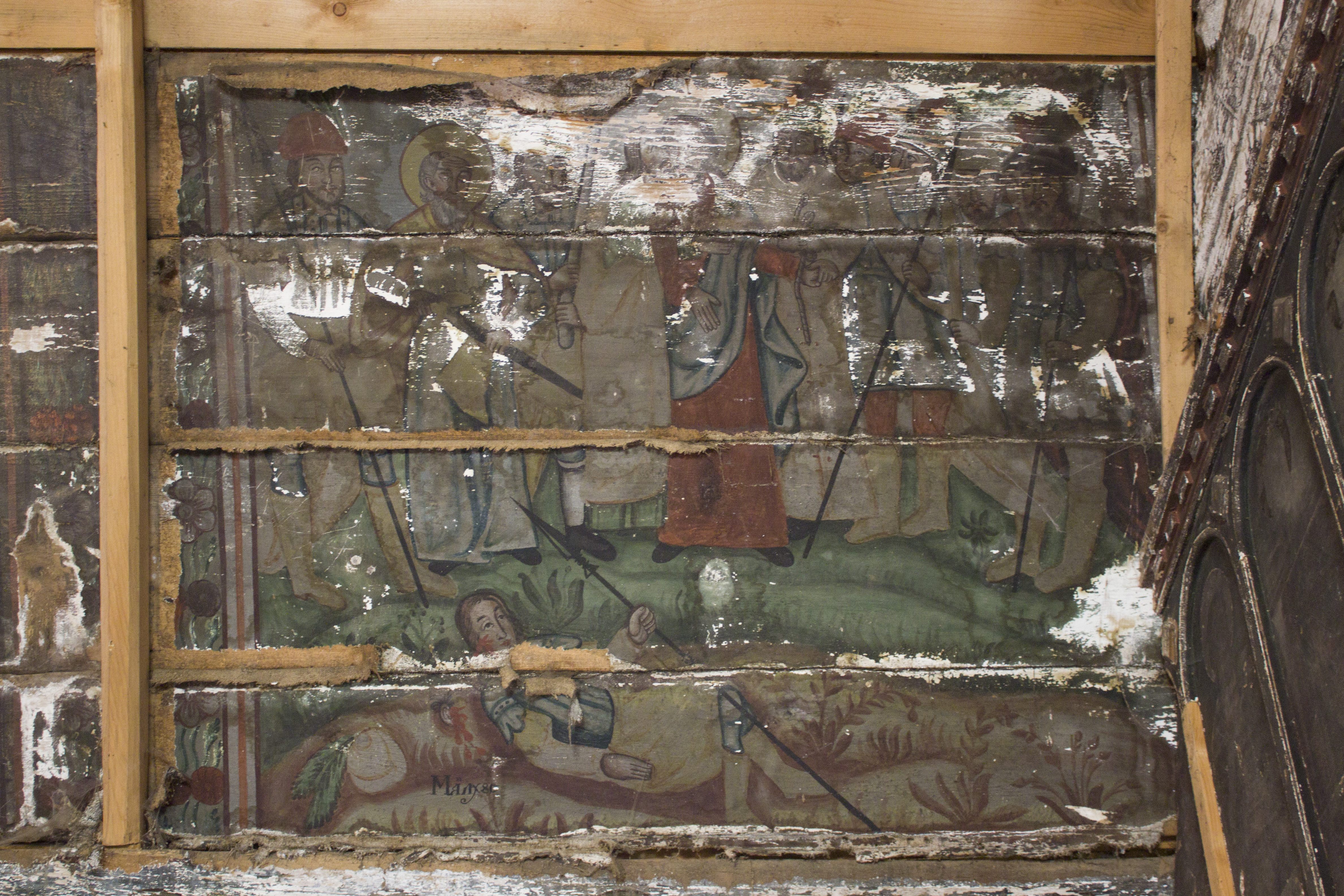
Pictura naosului
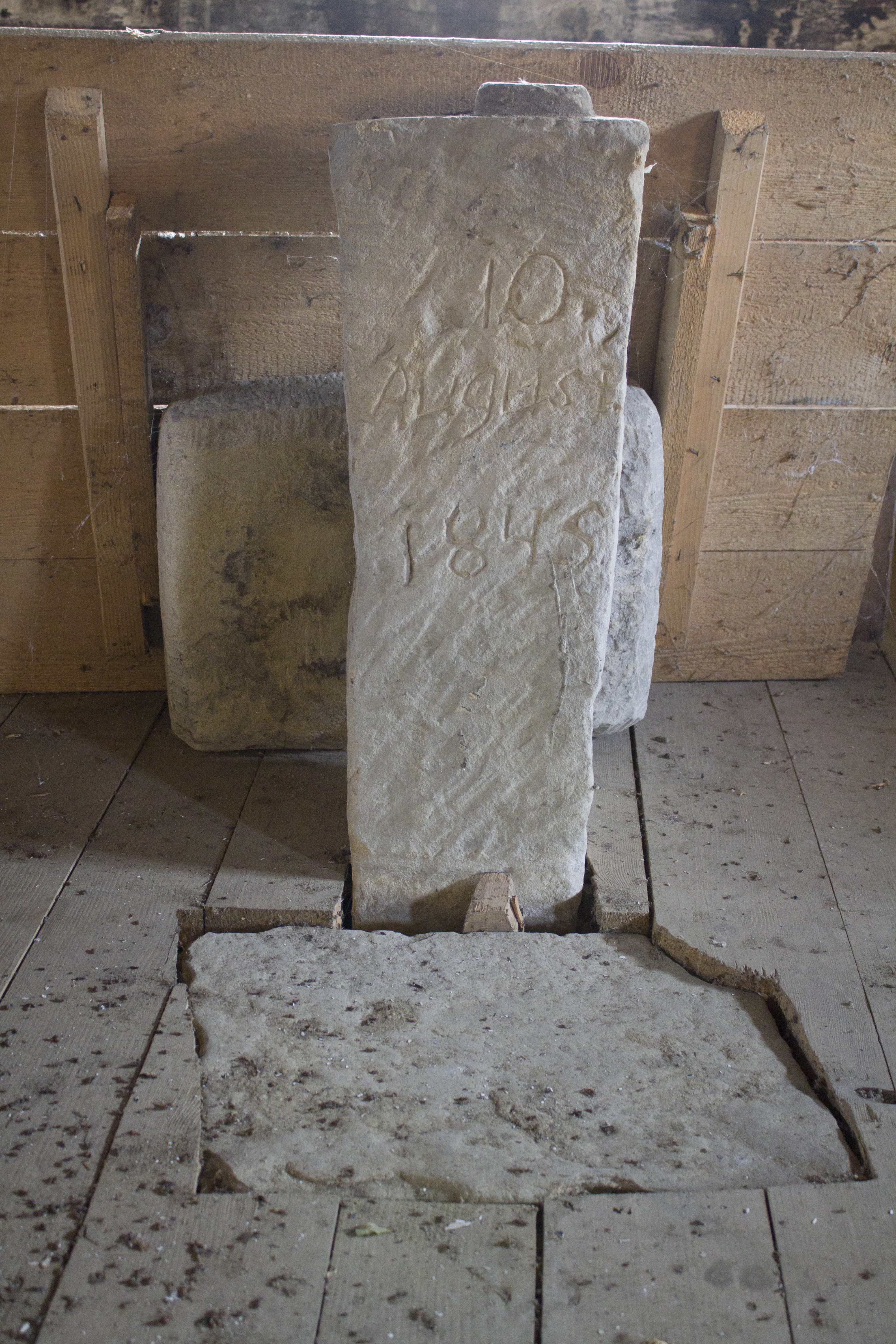
Piciorul mesei altarului
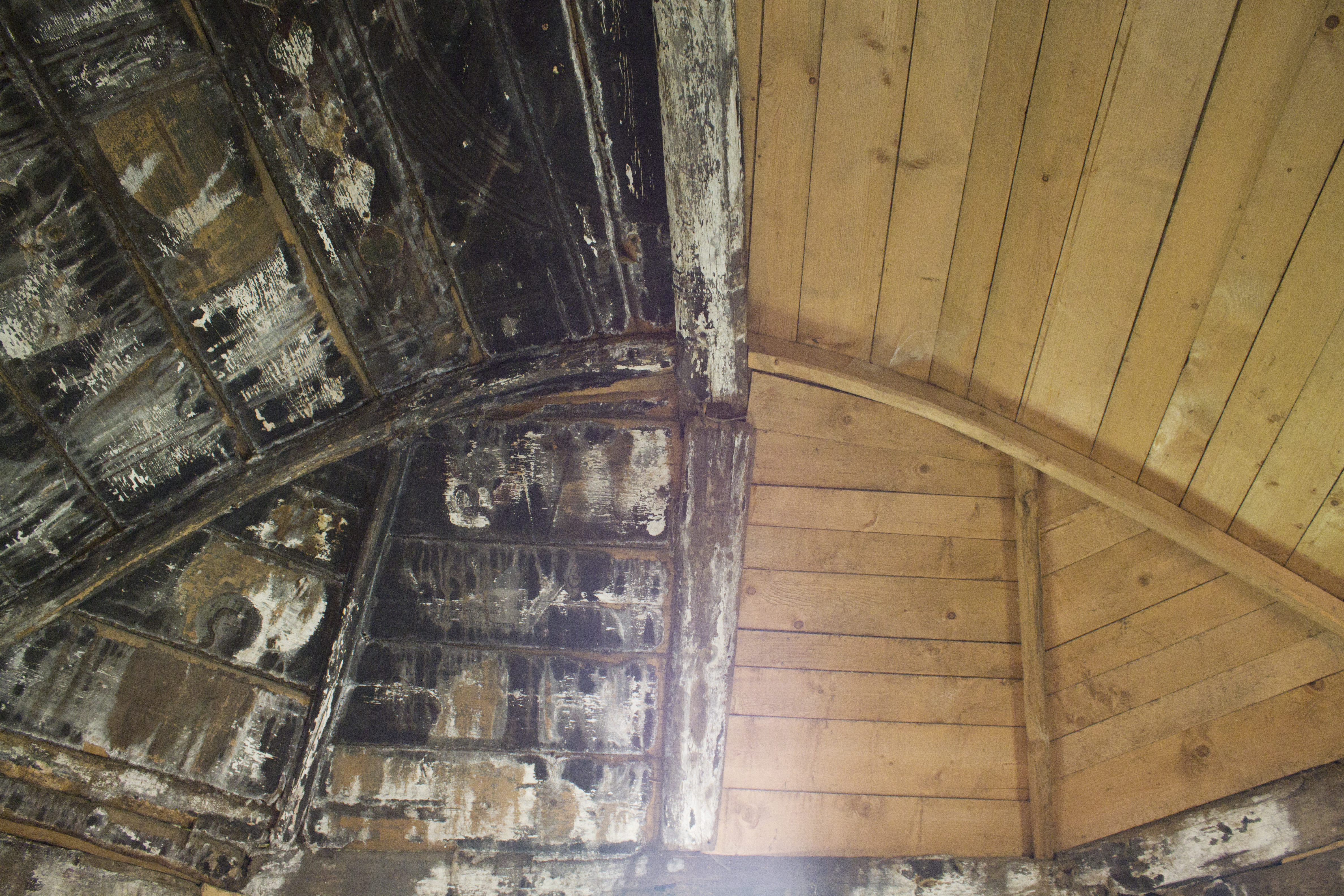
Bolta altarului
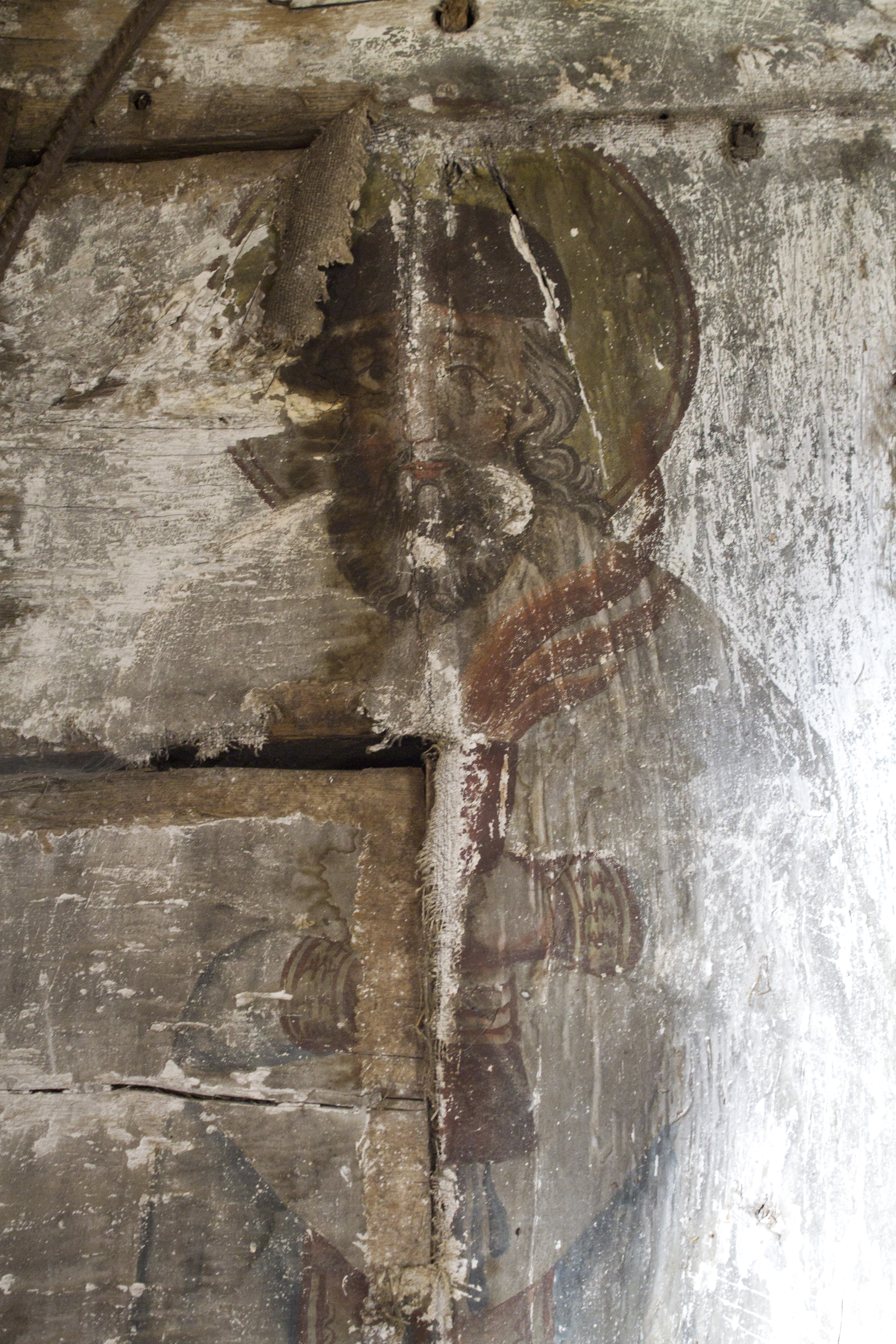
Pictura absidei altarului
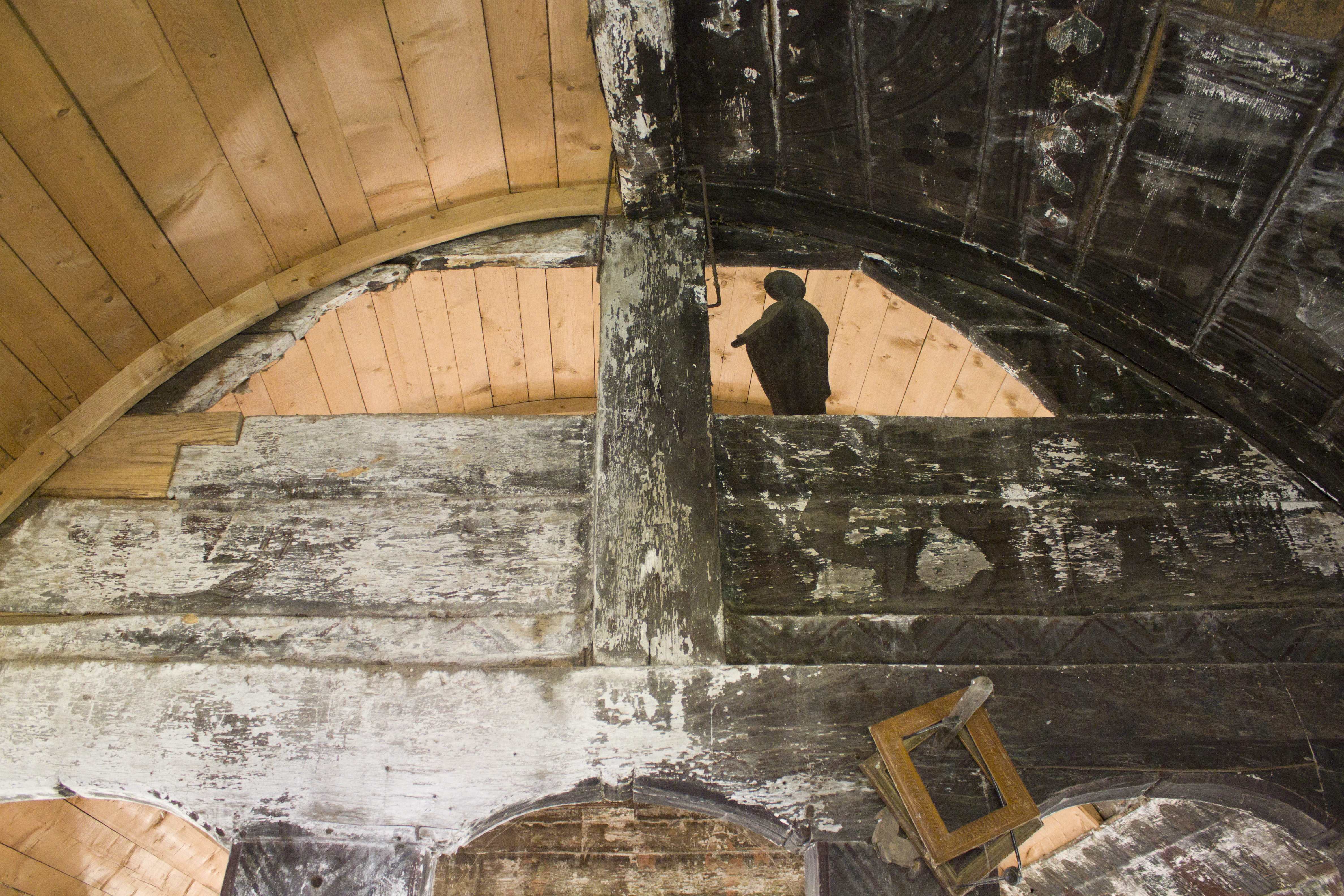
Dosul tâmplei
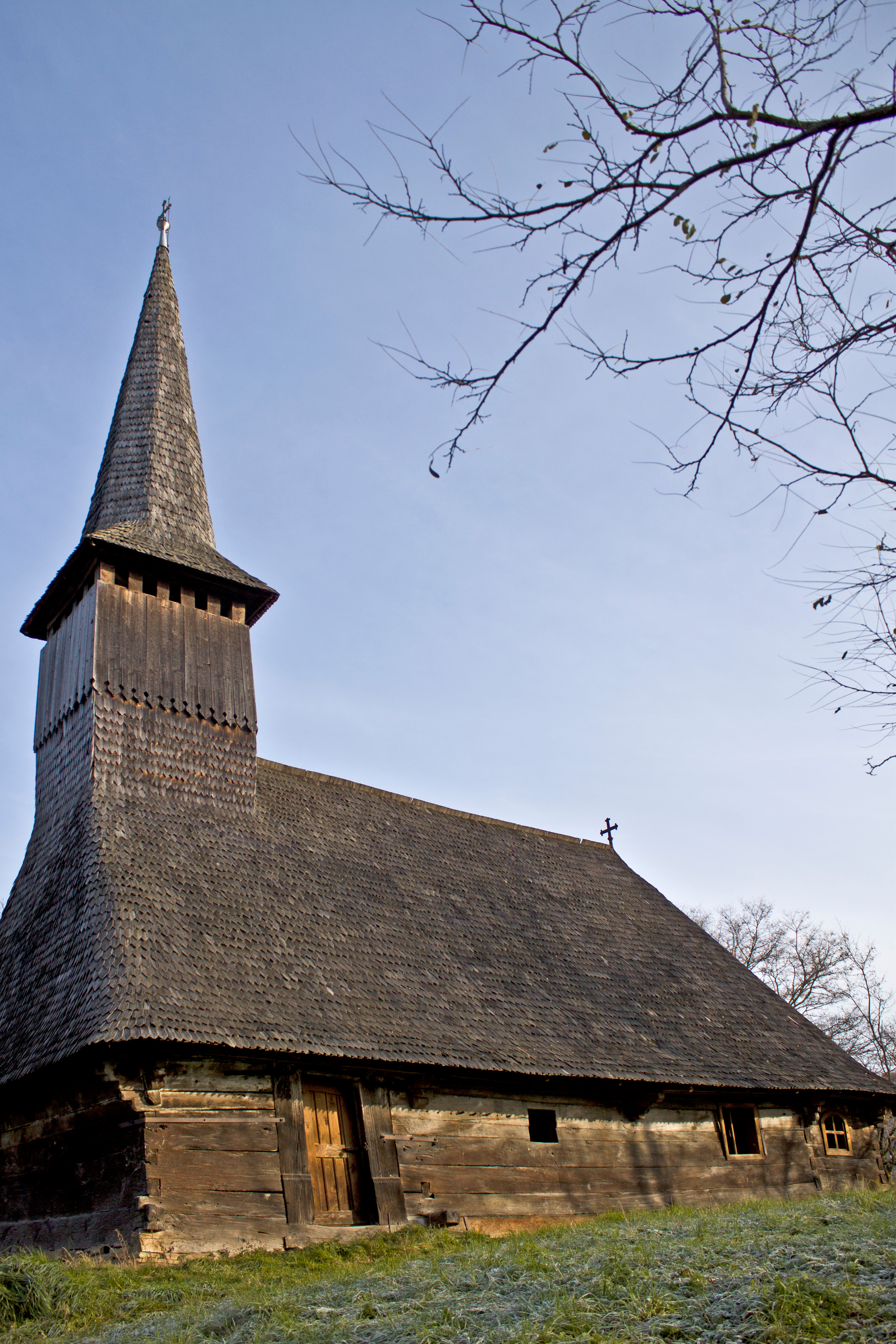
Biserica de lemn din Solomon.Foto: 2010
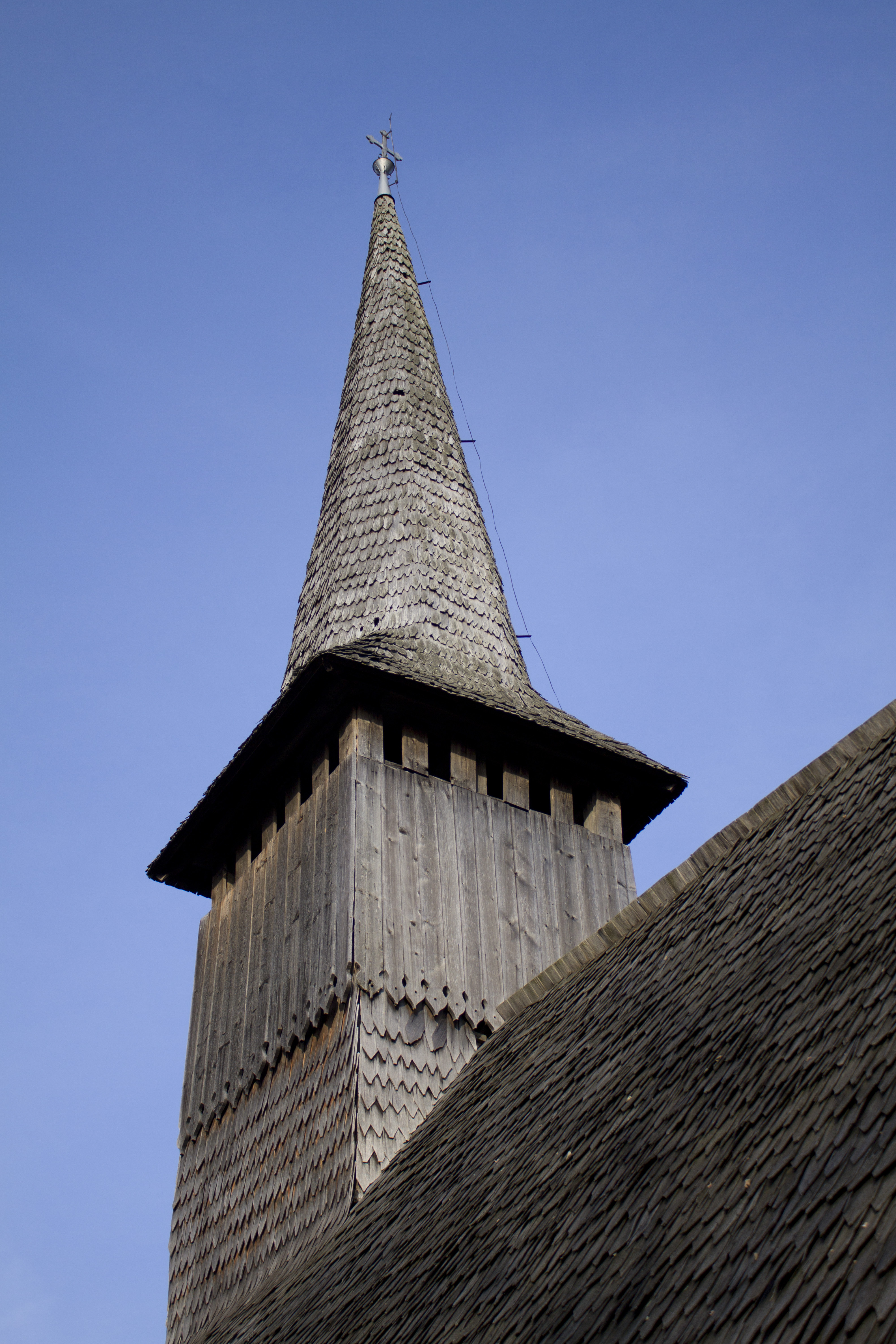
Turnul clopotniţă
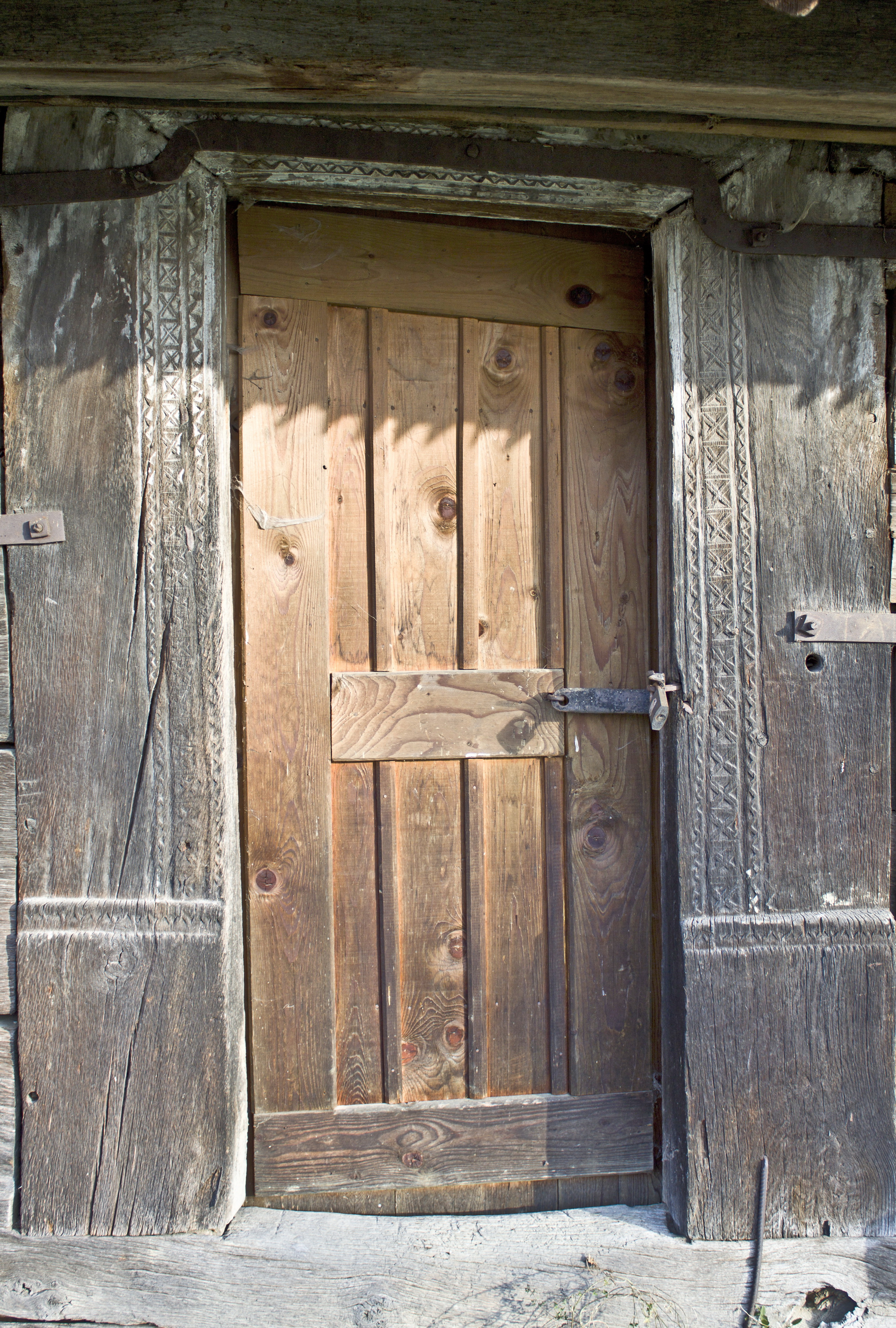
Portalul intrării
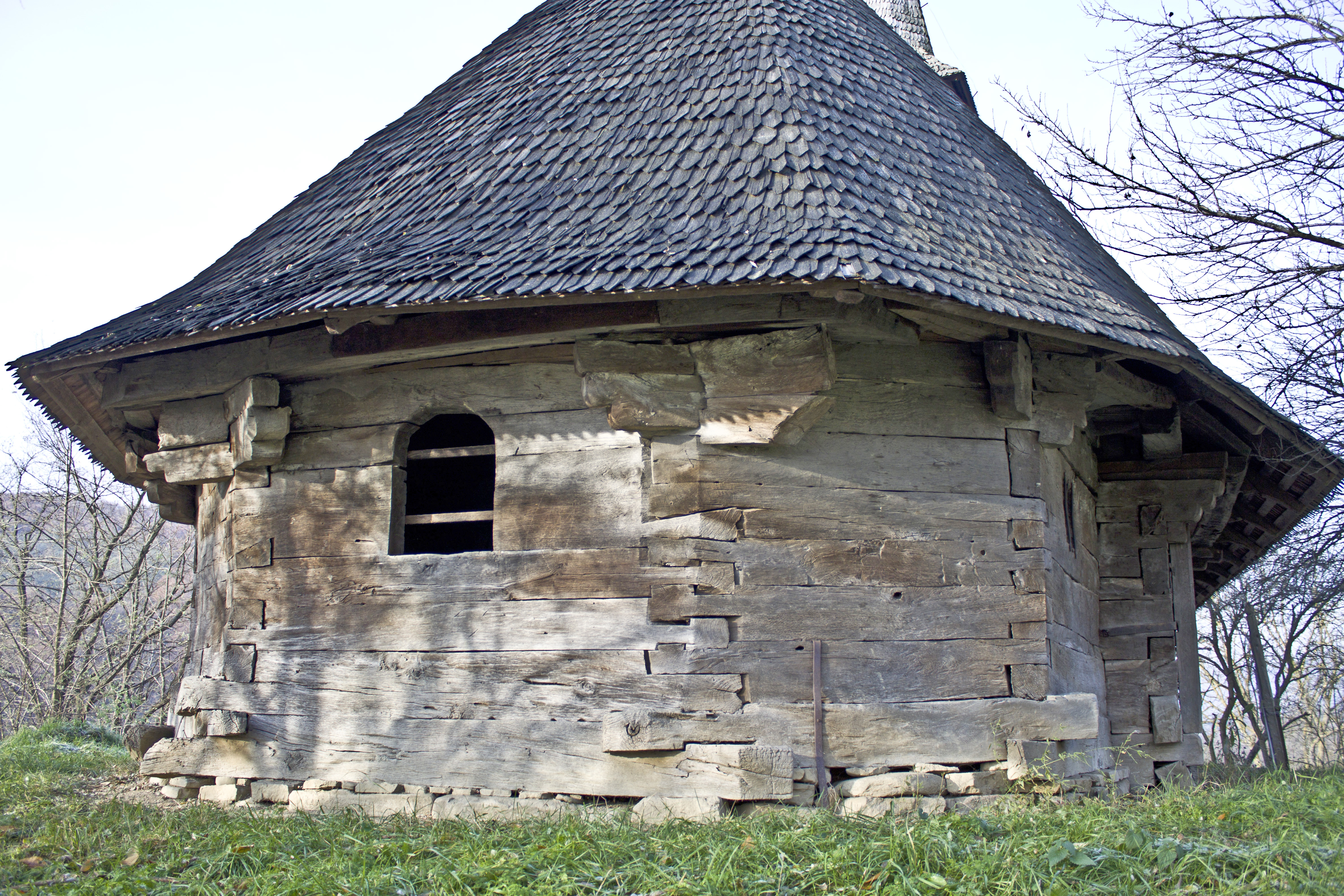
Absida altarului
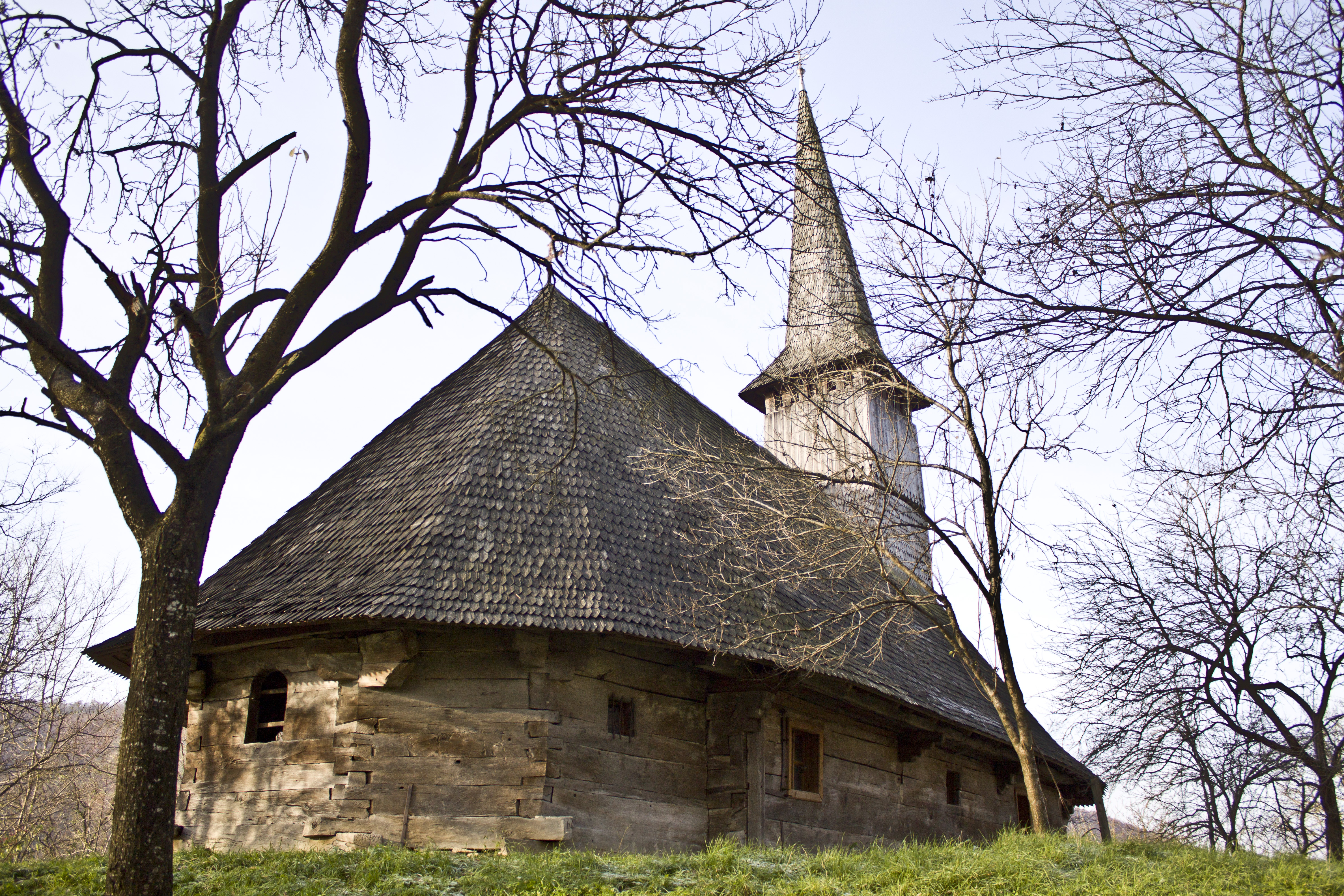
Vedere din nord-est
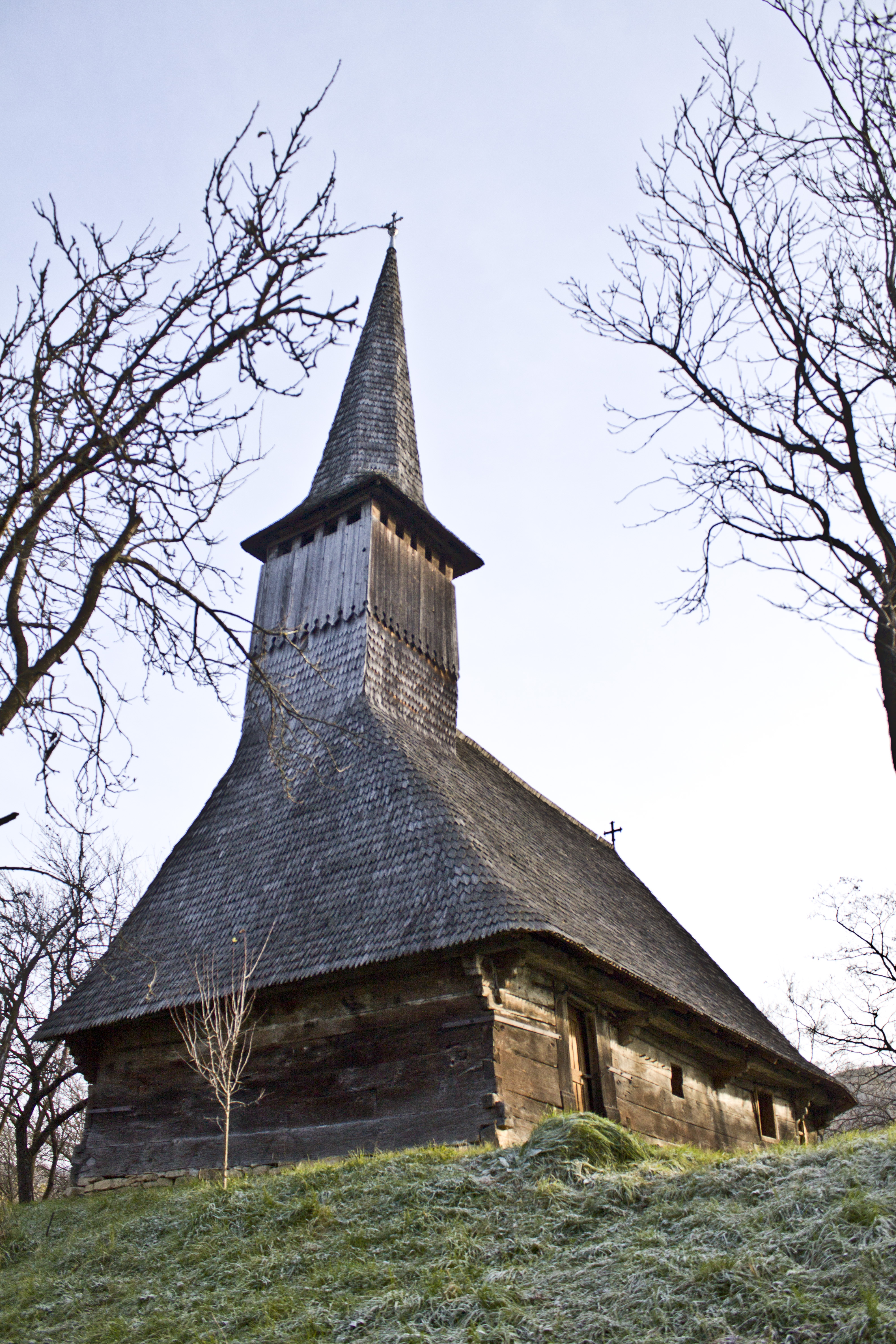
Biserica, într-o dimineaţă de octombrie cu brumă